# X Volantis
X Volantis är en pulserande variabel av Mira Ceti-typ (M) i stjärnbilden Flygfisken.
Stjärnan har en visuell magnitud som varierar mellan +9,2 och ungefär 13,3 med en period av 287 dygn.